# مغص كلوي
المغص الكلوي (بالإنجليزية: Renal colic) هو عبارة عن ألم حاد في جهاز الكلى والمسالك البولية؛ ناجم بالأساس عن حصى في الكلى أو في الحوض الكلوي أو في الحالب. تتشكل حصى الكلى عندما يصبح البول كثيفًا جدًا، بسبب وجود أملاح مختلفة فيه بتركيز عال، يتخلف عنها بلورات من المعادن المذابة في البول الموجود داخل الكلى أو في المسالك البولية. تتسبب هذه الحصى بانسدادات في أجهزة الكلى ومسالك البول، وقد تتسبب بأضرار جسيمة في وظائف الكلى. في حالة المغص الكلوي، تنشأ الحصوة في البداية في صورة حبيبة صغيرة مترسبة في الكلية، في الوضع الطبيعي تغسل هذه الترسبات إلى خارج الكلية ولا تشكل أي ضرر. ولكن في حالة المغص الكلوي، تتطور هذه الحبيبة حتى تصبح حصوة كاملة تتسبب بألم حاد، وظهور أعراض عديدة إضافية. حصوة كهذه، المسببة للألم والمغص الكلوي، قد تبقى وتكبر في حوض الكلية لمدة سنوات، مصحوبة بآلام كثيرة وعدم راحة للمريض. ينتج الشعور بالألم أثناء المغص الكلوي، عن محاولة الجسم دفع الحصوة للخارج وتمريرها عبر مسالك البول.

## أعراض المغص الكلوي
تشمل الأعراض:
1. ألم حاد ومفاجيء في أسفل الظهر، ينتشر إلى مناطق أخرى على جانبي الظهر (في أماكن تموضع الكليتين).
2. ألم أثناء التبول.
3. حرارة مرتفعة في حالات العدوى
4. رعشة
5. غثيان وتقيؤ (في حالات نادرة جدًا).
6. دم في البول (قد لا يكون واضحًا للعين)

## تشخيص المغص الكلوي
يتم تشخيص المغص الكلوي باستخدام أساليب تصوير مثل المسح بالأشعة المقطعية للكلى (CT scan). ويتم الفحص باستخدام كمية قليلة نسبيًا من الأشعة. قد يوصي الطبيب في بعض الحالات، بفحص المسالك البولية بالتصوير الإشعاعي مع مادة تباين، أو بالموجات فوق الصوتية. حيث تمكن وسائل التصوير الإشعاعي من تحديد مراكز تجمع الحصى في الكلى.